# Tatsuyoshi Ishihara
Tatsuyoshi Ishihara (n. 24 martie 1964, Saga, Japonia) este un sportiv ce a reprezentat Japonia, medaliat olimpic. A participat la o ediție a Jocurilor Olimpice (1992) în care a câștigat o medalie de bronz.